# Pierre Clastres
Pierre Clastres (Parigi, 17 maggio 1934 – Gabriac, 29 luglio 1977) è stato un antropologo ed etnografo francese.
Allievo di Claude Levi-Strauss, è noto soprattutto per il classico dell'antropologia politica La società contro lo Stato, pubblicato nel 1974, in cui sviluppò un'analisi della natura del potere nelle società senza Stato dell'Amazzonia, riferendosi in particolare ai cosiddetti Guayaki del Paraguay.